# Main-Kinzig-Kliniken

Die Main-Kinzig-Kliniken sind im Jahr 1997 aus dem Eigenbetrieb der drei Kreiskrankenhäuser Gelnhausen, Schlüchtern und Bad Soden-Salmünster in der Rechtsform einer gemeinnützigen GmbH entstanden und sind für ein Einzugsgebiet von 250.000 Menschen im östlichen Main-Kinzig-Kreis zuständig. Alleiniger Eigentümer ist der Main-Kinzig-Kreis. Heute bieten sie als eine Klinik an zwei Standorten auf allen Gebieten der Basis- und Schwerpunktversorgung stationäre und ambulante Behandlungen an. Sie besteht aus 15 Fachabteilungen mit über 700 Betten inklusive 35 tagesklinischer Plätze.
Die Kliniken sind Träger einer Schule für Pflegeberufe und nehmen als Lehrkrankenhaus an der studentischen Ausbildung in der Medizin und in den Pflegewissenschaften teil.
An beiden Standorten sind Facharztzentren angeschlossen. Die direkte Kooperation mit den Kliniken und den dortigen Spezialisten macht weiterführende diagnostische und therapeutische Maßnahmen im Bedarfsfall möglich und erspart dem Patienten dabei weite Wege.

## Krankenhaus Gelnhausen

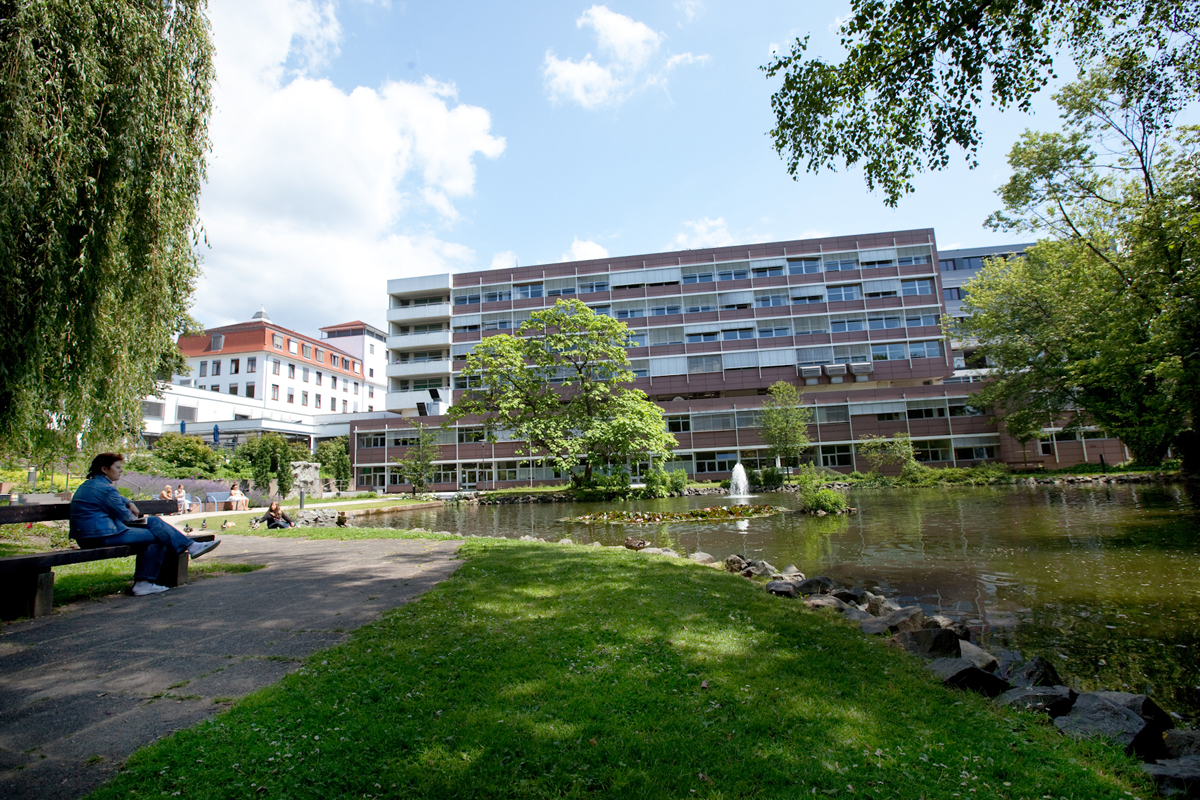
Main-Kinzig-Kliniken in Gelnhausen

Das Krankenhaus ist ein akademisches Lehrkrankenhaus der Goethe-Universität Frankfurt am Main und der Hochschule Fulda. Als Notfallstandort gewährleistet das Krankenhaus Gelnhausen auch die notfallmedizinische Versorgung der Bevölkerung. Die Besetzung des Notarzt-Einsatz-Fahrzeugs wird durch die Klinik für Anästhesiologie, Operative Intensivmedizin, Notfallmedizin und Schmerztherapie in Zusammenarbeit mit der Medizinischen Klinik, den Chirurgischen Kliniken und der Klinik für Urologie und Kinderurologie organisiert.
Folgende Fachabteilung bietet das Krankenhaus im mittleren/östlichen Main-Kinzig-Kreis und Umland an:
- Anästhesiologie (Klinik für Anästhesiologie, Operative Intensivmedizin, Notfallmedizin und Schmerztherapie)
- Ambulantes OP-Zentrum
- Chirurgie I (Klinik für Allgemein-, Viszeral- und Gefäßchirurgie)
- Chirurgie II (Klinik für Unfall-, Gelenk- und Wirbelsäulenchirurgie)
- Frauenklinik (Klinik für Gynäkologie und Geburtshilfe)
- Kinderklinik (Klinik für Kinderheilkunde und Jugendmedizin)
- Klinik für Schlaganfallmedizin und Neurologie
- Medizinische Klinik I (Klinik für Innere Medizin, Kardiologie, Gastroenterologie, Diabetologie, Pulmologie und Internistische Intensivmedizin)
- Radiologie
- Urologie (Klinik für Urologie und Kinderurologie)

Die bettenführenden Fachabteilungen werden von der Klinik für Anästhesiologie, Operative Intensivmedizin, Notfallmedizin und Schmerztherapie und der Funktionsabteilung Radiologie sowie durch das Labor unterstützt. Jährlich werden im Krankenhaus in Gelnhausen über 56.500 Patienten medizinisch versorgt, davon 23.500 stationär und 33.000 ambulant.
Mit der Einrichtung eines ambulanten Operationszentrums und eines Facharztzentrums mit den Fachrichtungen
- Chirurgie und orthopädische Unfallchirurgie
- Gastroenterologie
- Kardiologie
- Kinder-Neurologie und Kinder-Endokrinologie
- Neurologie
- Pneumonologie
- Psychosomatische Medizin und Psychotherapie
- Psychotherapie
- Urologie

erweiterten die Kliniken ihr fachärztliches ambulantes Angebot, um die Vernetzung zwischen ambulanter und stationärer Behandlung für die Patienten kontinuierlich zu verbessern.

## Krankenhaus Schlüchtern

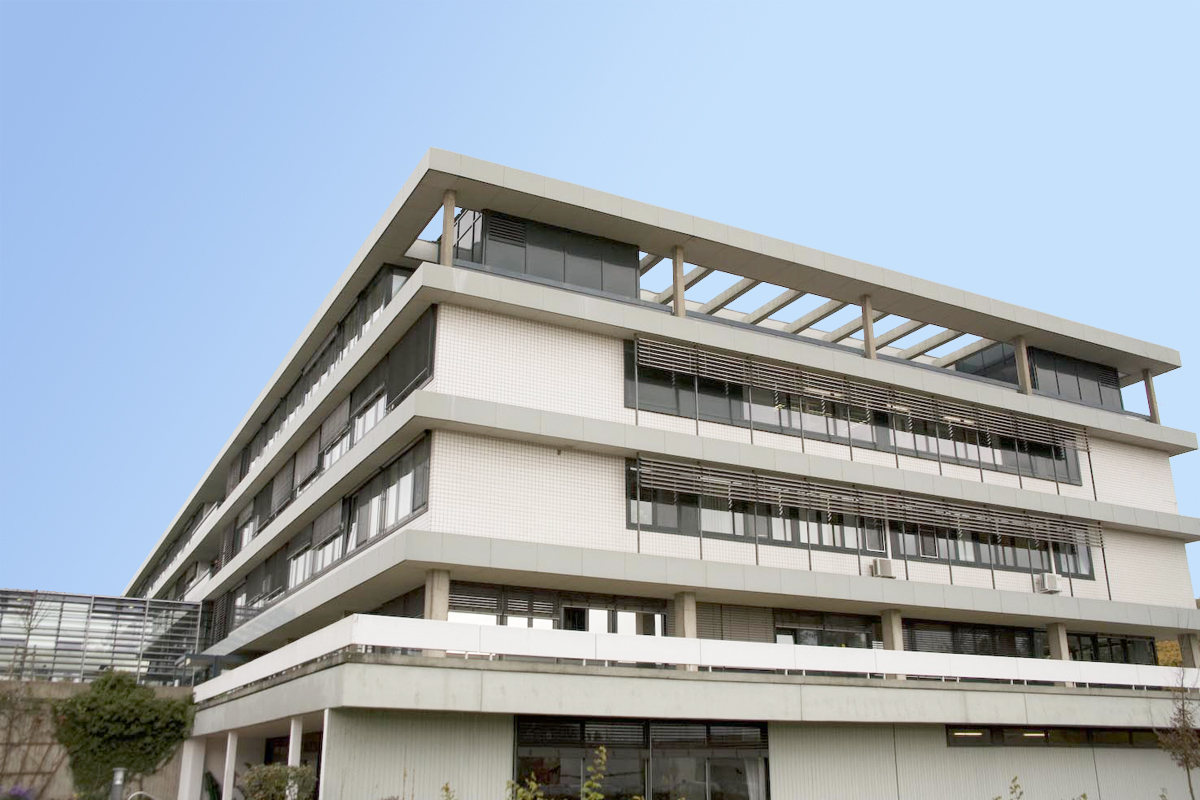
Main-Kinzig-Kliniken in Schlüchtern

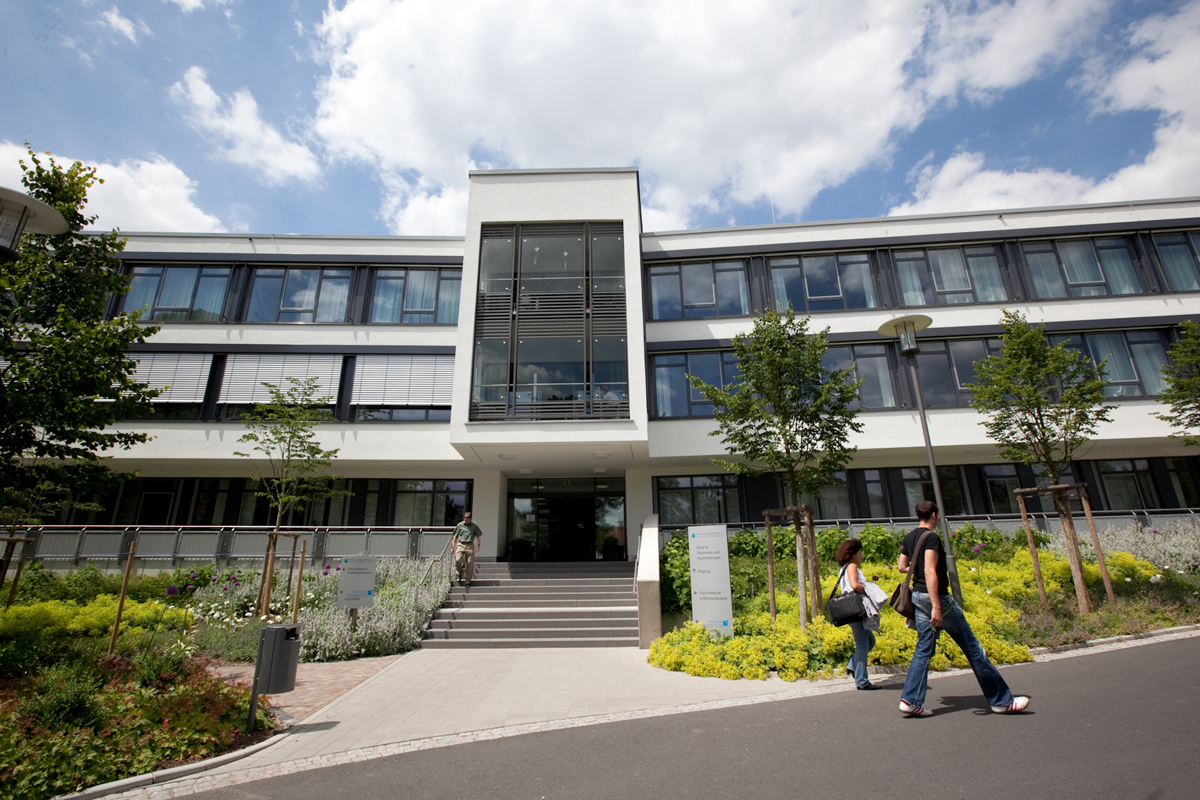
Klinik für Psychiatrie und Psychotherapie

Als Notfallstandort gewährleistet das Krankenhaus Schlüchtern auch die notfallmedizinische Versorgung der Bevölkerung. Die Besetzung des Notarzt-Einsatz-Fahrzeugs wird durch die Klinik für Anästhesiologie, Operative Intensivmedizin, Notfallmedizin und Schmerztherapie in Zusammenarbeit mit der Medizinischen Klinik und den Chirurgischen Kliniken organisiert.
Folgende Fachabteilungen bietet das Krankenhaus Schlüchtern den Menschen im mittleren/östlichen Main-Kinzig-Kreis und Umland an:
- Anästhesiologie (Klinik für Anästhesiologie, Operative Intensivmedizin, Notfallmedizin und Schmerztherapie)
- Chirurgie (Klinik für Orthopädie, Allgemein-, Unfall- und Wirbelsäulenchirurgie)
- Geriatrie
- Medizinische Klinik II (Klinik für Innere Medizin)
- Medizinische Klinik III (Klinik für Gastroenterologie und Interdisziplinäre Bauchstation)
- Psychiatrie & Psychotherapie
- Radiologie

Jährlich werden im Krankenhaus Schlüchtern über 23.250 Patienten medizinisch versorgt, davon über 7.750 stationär und rund 15.500 ambulant.
Für Menschen, die über den stationären Aufenthalt im Krankenhaus hinaus noch pflegebedürftig sind, bieten die Main-Kinzig-Kliniken in einer angegliederten ambulanten Pflegeeinrichtung die Möglichkeit einer weiteren Betreuung im häuslichen Umfeld an.
Die Rehabilitationseinrichtung für psychisch kranke Menschen (RPK) unterstützt in Kooperation mit dem Behindertenwerk Main-Kinzig e. V. neben der medizinischen auch die berufliche Rehabilitation psychisch kranker Menschen.

## Vorwürfe wegen fehlerhafter Abrechnungen
Im Jahr 2020 wurden bei einem groß angelegten Prüfungsverfahren die Abrechnungen mehrerer hessischer Krankenhäuser untersucht. Dabei wurden in der Folge auch die Main-Kinzig-Kliniken Ziel staatsanwaltschaftlicher Ermittlungen.
Am 19. Juni wurde ein Verfahrensabschluss erreicht: Die Main-Kinzig-Kliniken müssen vier Millionen Euro an die Krankenkassen zurückzahlen. Im Gegenzug wurden die Ermittlungen eingestellt.